# Vladímir Majnutin
Vladímir Vladímirovich Majnutin –en ruso, Владимир Владимирович Махнутин– (Chusovói, URSS, 28 de octubre de 1987) es un deportista ruso que compitió en luge en la modalidad doble.
Ganó una medalla de plata en el Campeonato Mundial de Luge de 2012 y cuatro medallas en el Campeonato Europeo de Luge entre los años 2012 y 2014.

## Palmarés internacional
| Campeonato Mundial | Campeonato Mundial   | Campeonato Mundial | Campeonato Mundial |
| Año                | Lugar                | Medalla            | Prueba             |
| ------------------ | -------------------- | ------------------ | ------------------ |
| 2012               | Altenberg (Alemania) | Medalla de plata   | Equipo             |
| Campeonato Europeo |                      |                    |                    |
| Año                | Lugar                | Medalla            | Prueba             |
| 2012               | Paramonovo (Rusia)   | Medalla de oro     | Equipo             |
| 2013               | Oberhof (Alemania)   | Medalla de bronce  | Equipo             |
| 2014               | Sigulda (Letonia)    | Medalla de oro     | Equipo             |
| 2014               | Sigulda (Letonia)    | Medalla de plata   | Doble              |